# Cássio Longino (filósofo)
Caio Cássio Longino (ca 213-c. 273) foi um dos discípulos de Amônio Sacas, tendo mantido relações estreitas com Plotino e seu círculo, embora o próprio Plotino não o tenha considerado filósofo, mas erudito, e Porfírio, que foi por algum tempo discípulo seu, o estimava sobretudo como crítico — "o maior de nossa épica" — e mester de retórica.

## Vida
Seu lugar de origem é incerto, alguns dizem que Longino nasceu em Palmira, e outros o chamam de  sírio ou um nativo de Emesa. A crença de que ele era de origem síria é apenas uma inferência a partir do fato de que sua mãe era síria e de uma passagem obscura na Historia Augusta, a partir do qual pode-se inferir que ele pudesse falar o idioma siríaco. Ele pode ter nascido em Atenas, já que a Suda afirma que Fronto de Emesa, o tio de Longino, ensinou-lhe retórica em Atenas, e em sua morte, em Atenas deixou Longino, o filho de sua irmã Frontonis.
Longino em seu estudo da filosofia era totalmente familiarizado com obras de Platão e se ele era um verdadeiro platônico é evidente a partir dos fragmentos ainda existentes, bem como dos comentários que escreveu em vários dos diálogos de Platão. Os poucos fragmentos de seus comentários que chegaram até nós mostram que era livre das noções alegóricas pelo qual seus contemporâneos afirmaram ter descoberto a sabedoria dos antigos. Seus comentários não só explicou o assunto discutido por Platão, mas também seu estilo e dicção. Em oposição a Plotino, Longino confirmou a doutrina de que as  idéias platônicas existiam fora do Nous. Plotino, depois de ler seu tratado Sobre os Primeiros Princípios, observou que Longino poderia ser um erudito, mas que não era filósofo.
Depois que Longino havia aprendido tudo o que podia de Amônio em Alexandria e de os outros filósofos que conheceu em suas viagens, retornou a Atenas. Ele se dedicou com tanto zelo a instrução dos seus muitos alunos que mal tinha algum tempo para escrever. O mais ilustre de seus alunos foi Porfírio. Em Atenas, Longino parece ter lecionado sobre filosofia e crítica, bem como na retórica e gramática, e a extensão de seu conhecimento era tão grande, que Eunápio o chama de "uma biblioteca viva" e "um museu ambulante;". A habilidade para a qual Longino foi o mais célebre foi na crítica, que era de fato tão grande que a expressão "julgar como Longino" tornou-se sinônimo de "julgar corretamente".

## Morte

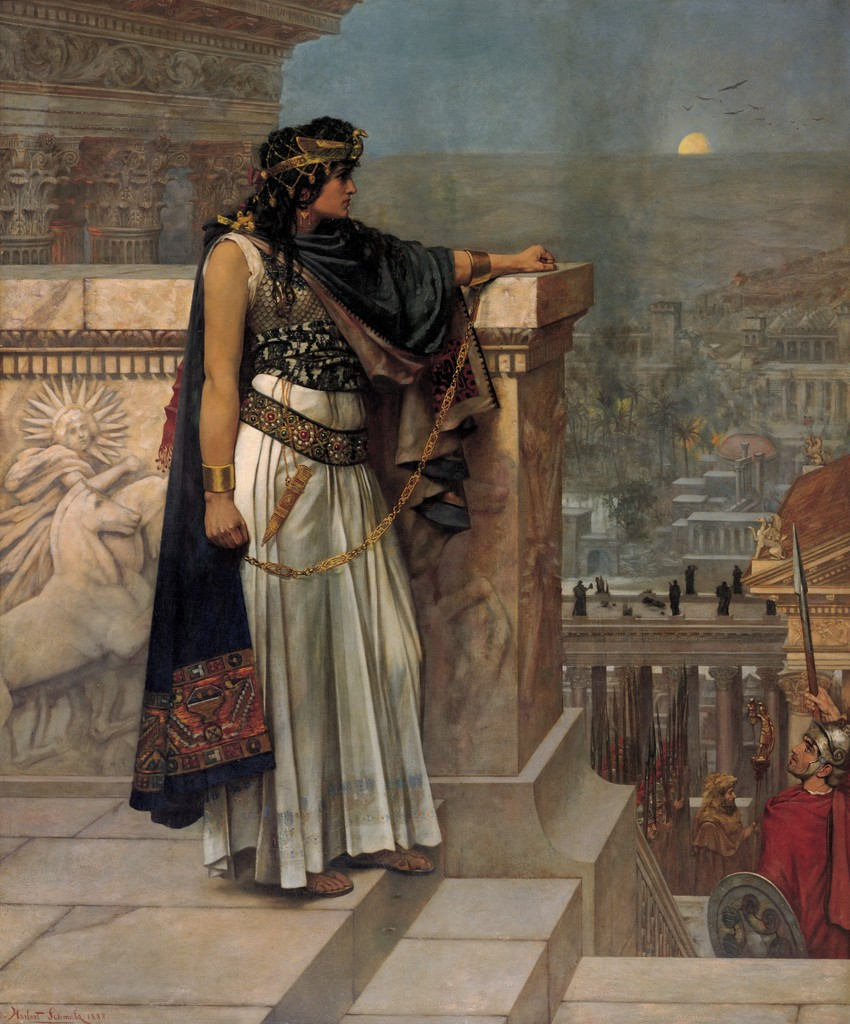
Zenóbia, rainha de Palmira, culpou seus assessores pela ideia de se rebelar contra o Império Romano, o que levou a execução de Longino por eles
Último olhar de Zenobia sobre Palmira de Herbert Schmalz

Depois de ter passado grande parte de sua vida em Atenas, compondo o melhor de suas obras, foi para o Oriente,  ver seus amigos em Emesa ou para resolver alguns assuntos familiares. Parece ter sido nessa ocasião que se tornou conhecido pela rainha Zenóbia, rainha de Palmira, apreciadora das artes e da literatura, fez dele seu professor de literatura grega. Como Longino não tinha uma extensa biblioteca em seu comando em Palmira, foi obrigado a abandonar quase totalmente suas atividades literárias. Ele logo descobriu um outro uso para seus talentos, pois quando o rei Odenato morreu a Rainha Zenobia assumiu o governo do império. Ela aproveitou-se do conselho de Longino que a aconselhou e a encorajou-a sacudir o domínio romano e tornar-se uma soberana independente. Como resultado, Zenobia escreveu uma espirituosa carta para o imperador romano Aureliano.
Em 273, quando Aureliano retomou e destruiu Palmira, Longino teve que pagar com sua vida sobre o conselho que deu a Zenobia  Longino deve ter ficado especialmente abalado por esta catástrofe, já que a rainha afirmou a própria inocência, depois de ter caído nas mãos dos romanos e jogou toda a culpa em cima de seus assessores, particularmente Longino. Ele levou sua execução com uma firmeza e alegria digna de Sócrates.
Em sua vida privada Longino parece ter sido amigável, pois apesar de seu pupilo Porfírio o ter deixado, declarando que ele iria procurar uma melhor filosofia na escola de Plotino, Longino não mostrou-lhe qualquer ressentimento, mas continuou a tratá-lo como um amigo e convidou-o para vir a Palmira. Amava a liberdade, e era de uma grande franqueza, tanto em expressar suas próprias opiniões quanto de expor as falhas e os erros dos outros.

## Obras
Apesar de muitas vocações, Longino compôs um grande número de obras, das quais as que parecem ter sido mais estimadas pereceram. Antigamente pensava-se que o tratado de retórica existente Sobre o Sublime foi escrito por ele, mas agora é pensado para ter sido escrito por um desconhecido escritor do século I. Entre as obras listadas pela Suda há Perguntas Homéricas, Se Homero é um filósofo,  Problemas homéricos e Soluções e duas publicações sobre dicção ática Sua obra filológica mais importante é seu  Discursos sobre filologia - consistindo de pelo menos 21 livros, é omitida . Um fragmento considerável de No fim da chefia é preservada por Porfírio. Sob o nome dele também há Prolegômenos existente com o Manual de Hefestação, e o fragmento de um tratado sobre a retórica, inserido no meio de um tratado semelhante de Apsines de Gadara.